# Enjoy the Silence
«Enjoy the Silence» (в переводе с англ. — «Наслаждайся тишиной») — песня и 24-й сингл электроник-рок-группы Depeche Mode, выпущенный 5 февраля 1990 года, а также второй сингл с альбома Violator.
В 1991 году «Enjoy the Silence» стал победителем в номинации «Лучший британский сингл» на церемонии вручения музыкальных наград Brit Awards. В 2015 году британский журнал New Musical Express включил данную композицию в свой список «500 величайших песен всех времён», разместив её в нём на 301-й позиции.

## История записи
Мартин Гор, написавший «Enjoy the Silence», изначально планировал песню как балладу в тональности до минор, на демозаписи под звуки фисгармонии пел сам Гор. Несмотря на его сопротивление (Гор считал, что песня не должна звучать позитивно), Алан Уайлдер, видевший хит в песне, сделал аранжировку из затакта, что понравилось остальным участникам группы. Некоторое время Гор «дулся» на музыкантов, но потом вместе с продюсером Марком «Фладом» Эллисом добавил к ещё не утверждённой версии песни темп и гитарный рифф на протяжении всего трека. Солист группы Дэвид Гаан записал вокальную партию, и через несколько часов участники Depeche Mode убедились, что у них в руках оказался настоящий хит. По настоянию Гора позднее демоверсия была переделана в версию «Harmonium» (эта версия была доступна на издании с ограниченным тиражом 12" vinyl и Maxi CD).

## Музыкальные видео

### Оригинальная версия
Сюжет клипа на песню «Enjoy the Silence», режиссёром которого стал Антон Корбейн, основан на сюжете книги Антуана де Сент-Экзюпери «Маленький принц». В видео Дэвид Гаан в роли стереотипного короля, в мантии, с короной на голове, блуждает по холмам Шотландии, побережью Португалии и швейцарским Альпам с шезлонгом в руках. Периодически между сценами появляется группа, позирующая для чёрно-белой съёмки.
Когда Корбейн предложил группе сюжет, который звучал как просто «Дэйв, одетый, как король, идущий с шезлонгом», музыканты отклонили эту идею. Они изменили своё мнение, когда он объяснил, что идея в том, что Король (Дэвид) — «человек, у которого в этом мире есть всё, просто ищет тихое место, чтобы присесть. Король без королевства». Эндрю Флетчер пошутил, что он выступил за видео только потому, что он «должен был поработать всего около часа». В заключительных кадрах, где король идёт по снегу, вместо Гаана короля сыграл продюсер клипа Ричард Белл. Гаан не участвовал в этой части съёмок, устав от холодной Швейцарии, о чём он рассказал в The Videos (86-98).
В клипе звучит версия песни, немного отличающаяся от сингл-версии.

### Другие работы
В 1990 году французским телевидением был снят промоклип, в котором группа исполняла «Enjoy the Silence» под фонограмму, находясь на вершине Всемирного торгового центра.
В 2008 году группа Coldplay в дань уважения «Enjoy the Silence» выпустила клип на песню «Viva la Vida», режиссёром одной из версий которого стал Антон Корбэйн. В клипе певец Крис Мартин ходит по городу в костюме Короля, подобном костюму Дэвида Гаана.

## Би-сайды
Существует два инструментальных би-сайда к этому синглу: «Sibeling» на 12-дюймовом и «Memphisto» на 7-дюймовом винилах.
„Memphisto“ — это воображаемый фильм об Элвисе Пресли в роли дьявола, придуманный мной.Мартин Гор
«Memphisto» является словослиянием слов Мемфис (город, в котором жил и умер Элвис) и Мефистофель (дьявол). Название «Sibeling» является отсылкой к финскому композитору Яну Сибелиусу.

## Список композиций
| №                   | Название                                       | Длительность |
| ------------------- | ---------------------------------------------- | ------------ |
| 1.                  | «Enjoy the Silence»                            | 4:15         |
| 2.                  | «Memphisto»                                    | 4:05         |
| 3.                  | «Leeiwestein - Enjoy the Silence (SoundTrack)» |              |
| Общая длительность: | Общая длительность:                            | 8:20         |

| №                   | Название                                 | Длительность |
| ------------------- | ---------------------------------------- | ------------ |
| 1.                  | «Enjoy the Silence» (7" Version)         | 4:15         |
| 2.                  | «Enjoy the Silence» (Hands and Feet Mix) | 6:41         |
| 3.                  | «Enjoy the Silence» (Ecstatic Dub)       | 5:44         |
| 4.                  | «Sibeling»                               | 3:11         |
| Общая длительность: | Общая длительность:                      | 19:51        |

| №                   | Название                                                | Длительность |
| ------------------- | ------------------------------------------------------- | ------------ |
| 1.                  | «Enjoy the Silence»                                     | 4:15         |
| 2.                  | «Memphisto»                                             | 4:02         |
| 3.                  | «Enjoy the Silence» (Hands and Feet Mix)                | 6:41         |
| 4.                  | «Enjoy the Silence» (Ecstatic Dub Edit)                 | 5:45         |
| 5.                  | «Sibeling»                                              | 3:15         |
| 6.                  | «Enjoy the Silence» (Bass Line)                         | 7:42         |
| 7.                  | «Enjoy the Silence» (Harmonium)                         | 2:41         |
| 8.                  | «Enjoy the Silence» (Ricki Tik Tik Mix [Promo Version]) | 5:59         |
| 9.                  | «Enjoy the Silence» (The Quad: Final Mix)               | 15:30        |
| Общая длительность: | Общая длительность:                                     | 45:50        |

| №  | Название                                | Длительность |
| -- | --------------------------------------- | ------------ |
| 1. | «Enjoy the Silence» (Bass Line)         | 7:40         |
| 2. | «Enjoy the Silence» (Harmonium)         | 2:41         |
| 3. | «Enjoy the Silence» (Ricki Tik Tik Mix) | 5:27         |
| 4. | «Memphisto»                             | 4:05         |

| №  | Название                                  | Длительность |
| -- | ----------------------------------------- | ------------ |
| 1. | «Enjoy the Silence» (The Quad: Final Mix) | 15:30        |

| №  | Название                                 | Длительность |
| -- | ---------------------------------------- | ------------ |
| 1. | «Enjoy the Silence» (Bass Line)          | 7:40         |
| 2. | «Enjoy the Silence» (Hands and Feet Mix) | 6:41         |
| 3. | «Enjoy the Silence»                      | 4:15         |

## Enjoy the Silence 04
«Enjoy the Silence (Reinterpreted)», также известная как «Enjoy the Silence 04» — сороковой сингл Depeche Mode из альбома Remixes 81–04. Ремиксером стал Майк Шинода.

### Список композиций
| №  | Название                            | Длительность |
| -- | ----------------------------------- | ------------ |
| 1. | «Enjoy the Silence» (Reinterpreted) | 3:32         |
| 2. | «Halo» (Goldfrapp Remix)            | 4:22         |

| №  | Название                                              | Длительность |
| -- | ----------------------------------------------------- | ------------ |
| 1. | «Enjoy the Silence» (Timo Maas Extended Remix)        | 8:41         |
| 2. | «Enjoy the Silence» (Ewan Pearson Remix [Radio Edit]) | 3:33         |
| 3. | «Something to Do» (Black Strobe Remix)                | 7:11         |

| №  | Название                                          | Длительность |
| -- | ------------------------------------------------- | ------------ |
| 1. | «Enjoy the Silence» (Richard X Extended Mix)      | 8:22         |
| 2. | «Enjoy the Silence» (Ewan Pearson Extended Remix) | 8:39         |
| 3. | «World in My Eyes» (Cicada Remix)                 | 6:18         |
| 4. | «Mercy in You» (The BRAT Mix)                     | 7:03         |

| №  | Название                                          | Длительность |
| -- | ------------------------------------------------- | ------------ |
| 1. | «Enjoy the Silence» (Timo Maas Extended Remix)    | 8:41         |
| 2. | «Enjoy the Silence» (Ewan Pearson Extended Remix) | 8:39         |

| №  | Название                               | Длительность |
| -- | -------------------------------------- | ------------ |
| 1. | «Something to Do» (Black Strobe Remix) | 7:11         |
| 2. | «World in My Eyes» (Cicada Remix)      | 6:18         |
| 3. | «Photographic» (Rex the Dog Dubb Mix)  | 6:20         |

| №  | Название                            | Длительность |
| -- | ----------------------------------- | ------------ |
| 1. | «Halo» (Goldfrapp Remix)            | 4:22         |
| 2. | «Clean» (Colder Version)            | 7:09         |
| 3. | «Little 15» (Ulrich Schnauss Remix) | 4:52         |

### Музыкальное видео
На эту версию немецкий режиссёр Уве Фладе, ранее уже работавший с Гааном, снял анимационный клип в технике сел-шейдинга. По сюжету сквозь офисное здание прорастает гигантский цветок. На экранах компьютеров появляются отрывки из концертов группы (Devotional, One Night in Paris и The Singles Tour в Кёльне 1998 года).

## Чарты
| Чарт (1990)                      | Высшая позиция |
| -------------------------------- | -------------- |
| Austrian Singles Chart           | 13             |
| Canadian RPM Top Singles         | 14             |
| Canadian RPM Dance/Urban         | 5              |
| Danish Singles Chart             | 1              |
| Dutch Singles Chart              | 5              |
| Finnish Singles Chart            | 2              |
| French Singles Chart             | 9              |
| German Singles Chart             | 2              |
| Hungarian Singles Chart          | 2              |
| Irish Singles Chart              | 3              |
| Italian Singles Chart            | 5              |
| Spanish Singles Chart            | 5              |
| Swedish Singles Chart            | 5              |
| Swiss Singles Chart              | 2              |
| UK Singles Chart                 | 6              |
| US Billboard Hot 100             | 8              |
| US Billboard Hot Dance Club Play | 6              |
| US Billboard Modern Rock Tracks  | 1              |

| Чарт (1990)            | Позиция |
| ---------------------- | ------- |
| U.S. Billboard Hot 100 | 66      |

### Сертификации
| Страна   | Сертификация | Продажи/поставки |
| -------- | ------------ | ---------------- |
| Германия | Золото       | 250 000          |
| США      | Золото       | 500 000          |

## Версия Lacuna Coil
«Enjoy the Silence» — второй сингл итальянской группы Lacuna Coil из их альбома Karmacode. Этот сингл является кавер-версией песни группы Depeche Mode. New York Post поместила эту версию на 88-е место в списке «100 лучших кавер-версий».

### Музыкальное видео
Существуют две версии клипа: международная и британская. Обе сняты одновременно с клипом к песне «Closer» 12 марта 2006 года. Британская версия включает отрывки выступления группы на London Forum, в то время как в международной показаны виды города (Портленд), сельской местности и бухты.

### Список композиций
Существует 3 «тома» этого сингла.
| №  | Название                           | Длительность |
| -- | ---------------------------------- | ------------ |
| 1. | «Enjoy the Silence»                | 4:08         |
| 2. | «The Edge» (Live)                  | 3:28         |
| 3. | «Fragile» (Live)                   | 4:40         |
| 4. | «Video Interview» (Enhanced Video) |              |

| №  | Название             | Длительность |
| -- | -------------------- | ------------ |
| 1. | «Enjoy the Silence»  | 4:08         |
| 2. | «To the Edge» (Live) | 3:28         |
| 3. | «Fragile» (Live)     | 4:40         |
| 4. | «Tight Rope» (Live)  | 4:54         |

| №  | Название            | Длительность |
| -- | ------------------- | ------------ |
| 1. | «Enjoy the Silence» |              |
| 2. | «Silence»           |              |

| №  | Название                   | Длительность |
| -- | -------------------------- | ------------ |
| 1. | «Enjoy the Silence»        | 4:06         |
| 2. | «Virtual Environment»      | 5:23         |
| 3. | «To the Edge» (Live)       | 3:28         |
| 4. | «Fragile» (Live)           | 4:40         |
| 5. | «Tight Rope» (Live)        | 4:54         |
| 6. | «Enjoy the Silence» (Live) | 4:22         |

### Чарты
| Чарт (2006)                     | Пиковая позиция |
| ------------------------------- | --------------- |
| UK Singles Chart                | 41              |
| Чехия (Rádio — Top 100)         | 13              |
| Italian Year-end Singles Charts | 1               |